# Listă de locuri desemnate pentru recensământ din statul Missouri

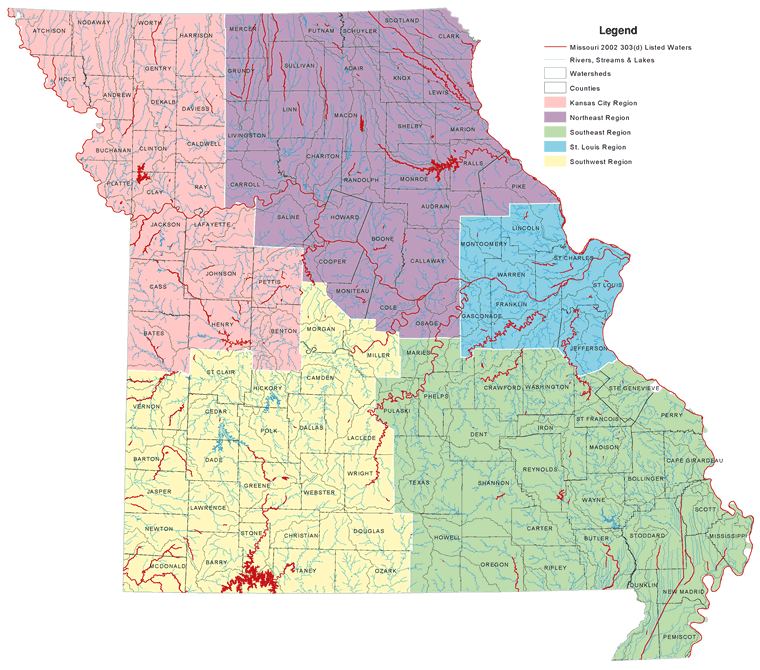
Harta statului
din SUA.

- Această pagină este o listă de zone de locuri desemnate pentru recenzare (în engleză census-designated places, de asemenea cunoscute sub acronimul CDP) din statul Missouri.

- Vedeți și Listă de comitate din statul Missouri.
- Vedeți și Listă de orașe din statul Missouri.
- Vedeți și Listă de sate din statul Missouri.
- Vedeți și Listă de districte civile din statul Missouri.
- Vedeți și Listă de comunități neîncorporate din statul Missouri.
- Vedeți și Listă de zone de teritoriu neorganizat din statul Missouri.
- Vedeți și Listă de localități dispărute din statul Missouri.

## B
- Bennett Springs, comitatul Laclede

## S
- Shell Knob ‡ , comitatele Barry și Stone

## Alte legături interne
- Categorie:Liste de comitate din Statele Unite ale Americii după stat
- Categorie:Liste de orașe din Statele Unite după stat
- Categorie:Liste de târguri din Statele Unite după stat
- Categorie:Liste de districte civile din Statele Unite după stat
- Categorie:Liste de sate din Statele Unite după stat
- Categorie:Liste de comunități neîncorporate din Statele Unite după stat
- Categorie:Liste de localități dispărute din Statele Unite după stat
- Categorie:Liste de comunități desemnate pentru recensământ din Statele Unite după stat
- Categorie:Liste de rezervații amerindiene din Statele Unite după stat
- Categorie:Liste de zone de teritoriu neorganizat din Statele Unite după stat

respectiv
- Listă de comitate din statul Missouri
- Listă de orașe din statul Missouri
- Listă de districte civile din statul Missouri
- Listă de sate din statul Missouri
- Listă de comunități neîncorporate din statul Missouri
- Listă de localități dispărute din statul Missouri
- Listă de zone de teritoriu neorganizat din statul Missouri